# Soloire
Die Soloire ist ein Fluss in Frankreich, der in der Region Nouvelle-Aquitaine verläuft. Sie entspringt unter dem Namen Rouzille im Gemeindegebiet von Neuvicq-le-Château, entwässert zunächst Richtung West bis Nordwest, schlägt einen Haken nach Südwest und dann nochmals nach Südost. Knapp oberhalb von Bréville mündet von links die Sonnoire ein und ab diesem Punkt nennt sich der Fluss nun endlich Soloire. Sie strebt weiter Richtung Süd bis Südwest und mündet nach insgesamt rund 35 Kilometern an der Gemeindegrenze von Saint-Brice und Boutiers-Saint-Trojan, nahe der Stadt Cognac, als rechter Nebenfluss in die Charente.
Auf ihrem Weg durchquert die Soloire die Départements Charente-Maritime und Charente.

## Orte am Fluss
- Siecq
- Louzignac
- Sonnac
- Thors
- Bréville
- Sainte-Sévère
- Nercillac

## Sehenswürdigkeiten
Der Unterlauf des Flusses gehört zu einer erhaltenswerten Naturlandschaft, die im Rahmen von Natura 2000 unter Code FR5402009 registriert ist.